# Tanita stulta
Tanita stulta är en insektsart som beskrevs av Bolívar, I. 1912. Tanita stulta ingår i släktet Tanita och familjen Pyrgomorphidae. Inga underarter finns listade i Catalogue of Life.